# Georg Skalecki

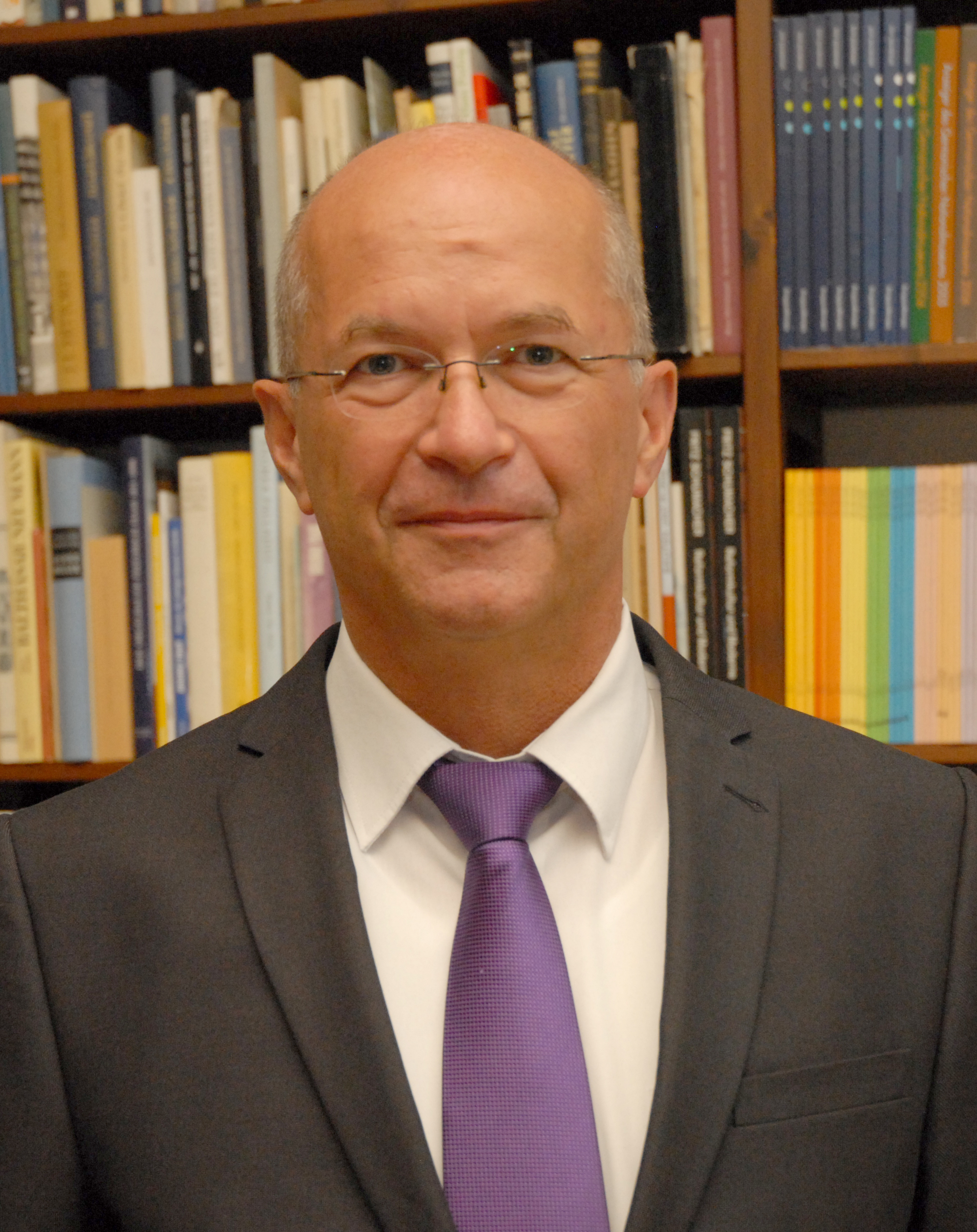
Georg Skalecki (2011)

Georg Skalecki (* 28. Februar 1959 in Marpingen, Landkreis St. Wendel) ist ein deutscher Kunsthistoriker, Denkmalpfleger und war von 2001 bis 2025 als Landeskonservator Leiter des Landesamtes für Denkmalpflege in Bremen.

## Leben und Wirken
Skalecki besuchte ab 1969 das Altsprachliche Gymnasium Saarlouis und machte dort 1978 das Abitur. Ab 1980 studierte er Kunstgeschichte, Klassische Archäologie, Vor- und Frühgeschichte sowie Alte und Neuere Geschichte an der Universität Saarbrücken und wurde 1987 mit einer Dissertation über die Deutsche Architektur zur Zeit des Dreißigjährigen Krieges – Der Einfluss Italiens auf das deutsche Bauschaffen promoviert.
Nach einer Tätigkeit in der Staatlichen Denkmalpflege des Saarlandes (1988–2001) – zuletzt als Leiter des Referates Inventarisation und stellvertretender Landeskonservator – wurde er 2001 zum Landeskonservator und Leiter des Landesamtes für Denkmalpflege Bremen berufen; das Amt bekleidete er bis zu seinem Ruhestand Ende April 2025.
Als Lehrbeauftragter für Baugeschichte und Denkmalpflege war Skalecki tätig an der Universität Trier, der Universität des Saarlandes (1994–2001) und seit 2002 an der Universität Bremen sowie der Hochschule Bremen. Seit 2006 ist er Honorarprofessor am Institut für Kunstwissenschaft der Universität Bremen mit den Forschungsschwerpunkten Architektur des Frühmittelalters, Renaissance-Architektur, Industriekultur und Theorien der Denkmalpflege. Er ist Mitglied in mehreren Arbeitsgemeinschaften oder Beiräten von Stiftungen, Kommissionen und Vereinen, zum Beispiel beim Bremer Zentrum für Baukultur, der Wittheit zu Bremen, dem Deutschen Nationalkomitee für Denkmalschutz, dem Bund Deutscher Architekten und ICOMOS – Deutschland. Von 2021 bis 2025 war er Vorsitzender der Dehio-Vereinigung, die die Verantwortung für die Herausgabe des Dehio-Handbuchs der Deutschen Kunstdenkmäler trägt. Von 2014 bis 2022 war er stellvertretender Vorsitzender der Vereinigung der Landesdenkmalpfleger in der Bundesrepublik Deutschland.

## Privates
Skelecki betreibt die private Forschungsplattform Architectura Francorum zum frühmittelalterlichen Kirchenbau.
Er ist verheiratet mit der Kunsthistorikerin und Krimiautorin Liliane Skalecki; sie haben drei Kinder.

## Schriften (Auswahl)
- Schloss Ziegelberg in Mettlach. (= Rheinische Kunststätten, H. 334.) Neuss 1988, ISBN 3-88094-603-5.
- Deutsche Architektur zur Zeit des Dreißigjährigen Krieges. (Dissertation) Pustet, Regensburg 1989, ISBN 3-7917-1195-4.
- Baumeister und Bauhandwerker beim barocken Neubau der Prämonstratenserabtei Wadgassen. In: Kurtrierisches Jahrbuch, Band 33 (1993), S. 159–175. (in Auszügen online)
- mit Lucius Burckhardt, Johann Peter Lüth: Alte Völklinger Hütte. (= Opus, Band 28.) (mit Fotografien von Hans Meyer-Veden, zweisprachig deutsch / englisch) Edition Axel Menges, Stuttgart / London 1997, ISBN 3-930698-28-5.
- mit Eberhard Syring und Volker Plagemann: Das Haus der Bürgerschaft in Bremen von Wassili Luckhardt. Aschenbeck und Holstein, Delmenhorst / Berlin 2006, ISBN 3-939401-09-9.
- Rathaus Bremen. (= Opus, Band 69.) (mit Fotografien von Christian Richters, zweisprachig deutsch / englisch) Edition Axel Menges, Stuttgart / London 2008, ISBN 978-3-932565-69-4.
- mit Stefan Offenhäuser, Liliane Skalecki und Lydia Niehoff: 475 Jahre Haus Schütting. Schünemann Verlag, Bremen 2012, ISBN 978-3-7961-1004-7.
- Die Kirche Unser Lieben Frauen in Bremen. Ein frühgotischer Zentralbau von 1220. In: INSITU, Jahrgang 2020, Heft 2, S. 159–180.
- Zur Entstehung einer dynastischen Architektur unter den Karolingern – Der zweite Dom zu Bremen von 860 und andere Westanlagen der Zeit. In: INSITU, Jahrgang 2021 Heft 1, S. 7–32.
- Turris occidentalis. Das Phänomen des Westbaus in der karolingischen Architektur. Teil 1: Die Anfänge unter Karl dem Großen. In: INSITU 2024/1, S. 5–44.
- Turris occidentalis. Das Phänomen des Westbaus in der karolingischen Architektur. Teil 2: Von Ludwig dem Frommen bis zur endgültigen Reichsteilung 888. In: INSITU 2025/1, S. 5–46.

- Skalecki war Begründer und Herausgeber des seit 2004 in der Edition Temmen erscheinenden Jahrbuchs Denkmalpflege in Bremen.